# سعد جابر (أديب)
سعد جابر أديب ومفكر عربي ولد في قرية الطائش الشرقي وهي قرية بسيطة من قرى المنطقة الوسطة في العراق ولم يعيش فيها سوى سنوات حياته الأولى بسبب انتقال العائلة إلى العاصمة بغداد عمل في الصحافة قبل ثورة 1958 في عدة صحف عراقية كمحرر وكاتب لبعض المقالات ثم توسعت اهتماماته الأدبية والفكرية وكان كثير الحضور لمحاضرات ومجالس علي الوردي وغيره من المفكرين البارزين في تلك الحقبة.

## اظطهاد العهد الملكي لم يتوقف
كان سعد جابر من أول الكتاب الشباب الذين انتقدو حكومة نوري السعيد بجرأة كاملة رغم صغر سنه في تلك الفترة فوضعت على اسم سعد جابر العديد من العلامات الحمراء التي أدت إلى تردد الكثير من الصحف العراقية في نشر مقالاته خوفًا من السلطات بعد ثورة 14 تموز عاد صوت سعد الجابر ليظهر من جديد بين في المشهد الثقافي والسياسي العراقي ومشخصا للأخطاء واضعا للحلول فلم يتردد النظام القائم في السلطة آنذاك في عزل وتهميش سعد جابر وبمحاولة لم تكن اقل عنفا من النظام الملكي السابق في العراق.

## سعد جابر والجمهورية العراقية
رغم علاقته الشخصية والصداقة التي تربطه بمحمد نجيب إلا أن هذا الأمر لم يمنع من ازعاج السلطات المتكرر له في تلك الحقبة أزعج السلطة واتهامه باشياء منها الصحيح ومنها غير الصحيح فقد كان يحظى بمنزلة خاصة عند الشيخ محمود الظاري وغيره من شيوخ العشائر العراقية آنذاك
وامتدت علاقاته لتصل إلى الملا مصطفى البرزاني حتى انه ذكر هذا الموضوع في كتابه (خرافات رش)
كان كثيرا ما يصفه الإسلاميون بالشيوعي وتارة تراه يوصف باليميني المتطرف من قبل بعض الأحزاب اليسارية فكان سعد جابر باختصار عدو الجميع وكما وصف نفسه في مقدمة روايته «الماسح الأبيض» حيث قال فيها «كل الأحزاب تكره التحدث أو التفكير بما جئت به وبما اني ارى انهم يكرهوني فاتمنا انهم يكرهو صوت الحق في داخلي...»

## سعد جابر في ثورة الثامن من شباط
بعد قيام عبد السلام عارف بثورة شباط كتب جابر مقالة نشرت مرات متلاحقة في صحف عراقية بعنوان الثورات إلى متى انتقد فيها أسلوب الثورة ووحشية سفك الدماء ونفي كل ثورة لما قبلها بايجابياته وسلبياته وتحدث عن جمهورية اختلق لها اسما لطيفا على غرار جمهورية أفلاطون وكيف ان الوصول إلى كرسي الحكم في هذه الجمهورية الوهمية أصبح حلم كل فقير واخذ الناس فيها بالتحزب والتعصب إلى ان وصل إلى حزب اسماه حزب «بائعي النبك» الذين قرروا فيما بينهم للقيام بثورة للتخلص من حزب بائعي المشمش وكان هذا المقال بداية لمرحلة جديدة في حياة سعد جابر مرحلة التي تعرض فيها إلى مطاردة حقيقية دفعته إلى الهروب إلى أحد جبال العراق.

## تأملات في السكون
بعد اعتزال سعد جابر الواقع السياسي العراقي اثر المضايقات المتككرة من قبل جلاوزة النظام الف سعد جابر كتابه الأول «خرافات رش» يصف فيه الحياة الاجتماعية في الثقافة الكردية ولم ينشر الكتاب في العراق لاسبباب مجهولة تناول في هذا الكتاب مقارنات بين الحياة الاجتماعية في الريف والمدينة وبين شمال وجنوب العراق ويعد الكتاب من اروع كتب علم الاجتماع بسبب دراسته المتعمقة لشخصية الإنسان العراقي والقيم والمبادئ التي تحكمه وكان كتابه فاتحة لمجموعة من المؤلفات الادبية والاجتماعية والعلمية.

## مؤلفاته
خرافات رش
رواية الماسح الأبيض
كتاب السندس
ديون شعري بعنوان «زمرد احمر ام ماذا»
مقالات في مجالات عديدة نشرت في صحف عراقية وغير عراقية
معرفة الجحيم: نقد ادبي
مدفأة الصقيع: رواية
طفولة العقل
بيض صنائعنا سود صنائعنا

### كتاب السندس
كتاب السندس أو ماعرف بملحق السندس أشار بعض الأدباء في ذلك العصر ان كتاب السندس هو ملحق مكمل لكافة أعمال الأدب والثقافة في الوطن العربي وتميز الكتاب بأسلوب سعد جابر المتميز في طرح الأفكار والتعمق في فلسفة الأشياء بأسلوب شيق دونما تعقيد حتى قيل ان كتاب السندس هو الكتاب الشامل للحياة بأدق تفاصيلها.

## حياته الخاصة
كان سعد جابر كثير العلاقات والصداقات مع أشخاص متميزين في مجالاتهم وله أصدقاء مقربين في كثير من الدول العربية ولم تكن الاتصالات تنقطع بينهم لم يرزق سعد جابر بأطفال وحين سأله أحد أصدقائه عن السبب برر عدم رغبته بالخلفة بانه يخاف ان يسبه الناس بسبب تصرفات ابنائه أو احفاده
كان شديد التعاطف مع العمال والفقراء من أبناء الشعب
زار سعد جابر مدن عربية واجنبية كثيرة غير انه كان يحب دمشق كثيرا وكانت لها مكانه خاصة في قلبه حتى انه عاش فيها فترة طويلة في سبعينيات القرن الماضي مع زوجته وشارك في حرب 1973 وكان كثير التنقل والترحال وله صدقات مع الكاتب والأديب المغربي محمد شكري وزاره في المغرب وأقام فيها وتأثر بفلسفة ابن رشد ومال لها بعد اطلاعه على المدارس الفلسفية الكثيرة في العالم وأحب تولستوي وكان كثيرا ما يستشهد أو يقتبس سطورا من روايات تولستوي وبالرغم من تنقلاته الكثيرة فانه ما سكن في بيت الا وكانت له مكتبة شخصية فيه ملأها بالكتب وكان كثيرا ما يقرأ للكتاب الغرب وكتاب العالم العربي.

## مابعد 2003
فند كتاب العراق بين احتلالين الذي نشر بعد احتلال العراق وكان نقده لاذعا جدا وفجر ثورة في الأوساط الثقافية وكان من الرافضين لتسمية الاحتلال بالسقوط ودعا إلى الوخدة ونبذ الطائفية إلا أن أحد انفجارات بغداد أودى بحياة زوجته فخرية فكتب فيها رثاءاً على غرار ما فعل صديقه القباني.

### الحياة بلا فخرية
بعد وفاة زوجته فخرية تاثر سعد جابر بهذه الحادثة المؤلمة واصابه حزن شديد وعاش في جو من العزلة والحزن لمصابه ولكنه قرر بعد ذلك ان يتجاوز الموضوع إلا أن طابع الحزن طغى على كتاباته والتشاؤم طغى على أفكاره فقد كان لفخرية الجزء الأكبر من عاطفته وحياته فحتى في اشعاره وخواطره فتراه يستذكر وجبة الإفطار وكيف كان يفضل تناول الكيمر مع فخرية ويصفها بأسلوب طريف تدمع له العيون ويسميها فخرية ام الكيمر وتارة اخرة يصف وجهها بلكيمر.

#### اختفائه
في احداث التظاهرات أو ما سمي بثورة الشباب في العراق وهي ثورة على غرار مصر كان له اتصالات واسعة بقادة هذه التظاهرات ولكن في يوم 24 شباط اختفى أي اثر لسعد جابر ولم يتمكن أصدقائه ومعارفه من معرفة أي سعد جابر واتهم البعض الحكومة العراقية بإخفاء سعد جابر.